# 朝鮮コンピューターセンター情報技術大学
朝鮮コンピューターセンター情報技術大学（ちょうせんこんぴゅーたーせんたーじょうほうぎじゅつだいがく）は、朝鮮民主主義人民共和国（北朝鮮）の平壌直轄市にある理工系の大学。

## 概要
朝鮮コンピューターセンター情報技術大学は、朝鮮コンピューターセンター（KCC）の傘下の高等教育機関として技術者を養成するための4年制の大学である。金策工業総合大学と提携しており教授陣や学生の間で人的交流が行われている。